# Owens (fiume)
Il fiume Owens (in inglese: Owens River) è un fiume della California orientale negli Stati Uniti d'America, lungo approssimativamente 295 km. Sfocia nella e attraverso la Valle di Owens, un arido bacino tra il pendio orientale della Sierra Nevada e le pareti occidentali delle Inyo e delle White Mountains. Il fiume termina nell'endoreico Lago Owens a sud di Lone Pine, sul fondo di un bacino idrografico di 6 700 km².
Agli inizi del XX secolo il fiume Owens fu il centro delle guerre dell'acqua in California (California Water Wars), combattute tra la città di Los Angeles e gli abitanti della Valle dell'Owens sulla costruzione dell'acquedotto di Los Angeles. Dal 1913, il fiume Owens è deviato a Los Angeles, causando la rovina dell'economia della valle e il prosciugamento del Lago Owens. Nell'inverno del 2006, il Los Angeles Department of Water and Power (Dipartimento per l'acqua e l'energia di Los Angeles) riportò nel fiume il 5% del flusso pre-acquedotto, per ordine del tribunale, permettendo alla Gola dell'Owens, il letto del fiume nella valle, e al Lago Owens, di contenere una piccola quantità di acqua.

## Corso
Il fiume nasce nella Sierra Nevada nella contea sudoccidentale di Mono, approssimativamente 24,1 km a sud del Lago Mono e 56,3 km a est della Yosemite Valley. Scorre a sudest trasversalmente alla Caldera della Long Valley, attraverso il bacino idrico del Lago Crowley, poi scende attraverso la Gola del fiume Owens, lunga 32 km, emergendo all'estremità settentrionale della Valle di Owens a nordest di Bishop. Nell'area intorno a Bishop, viene deviato attraverso vari fossati per irrigare la regione agricola circostante. Scorre poi a sud-sudest attraverso la Valle di Owens tra la Sierra Nevada a ovest e le White e le Inyo Mountains a est, oltre Big Pine. Approssimativamente 22,5 km a sud-sudest di Big Pine, la maggior parte del corso rimanente del fiume è deviata nell'acquedotto di Los Angeles, completato nel 1913 per rifornire Los Angeles di acqua per le esigenze municipali, ricreative e agricole. La parte rimanente del fiume scorre attraverso la valle meridionale, fiancheggiata dall'acquedotto di Los Angeles, oltre Lone Pine, entrando nell'alveo prevalentemente asciutto del Lago Owens all'estremità meridionale della Valle di Owens.

## Bacino idrografico
Il fiume scorre attraverso le due valli principali dell'estremità sudoccidentale del Gran Bacino – la Long Valley e la Valle di Owens. Il bacino idrografico da nord a sud è suddiviso tra le contee di Mono e di Inyo e termina nel Lago di Owens, ora asciutto. A nordovest della valle si trova la Caldera della Long Valley, che è solo una frazione delle dimensioni della Valle di Owens. Il fiume Owens entra nella Valle di Owens da nordovest, mentre il dilavamento della Spring Valley drena la parte più settentrionale della valle, estendendo una sottile porzione del bacino in Nevada. Il fiume scorre principalmente sul lato orientale della valle, perché i depositi alluvionali dei corsi d'acqua della Sierra Nevada hanno costretto il canale del fiume in quella direzione.
Il rilievo verticale nel bacino è immenso – le altezze variano dai 4 421 m del Monte Whitney, la vetta più alta degli Stati Uniti continentali, ai 1 084 m sull'alveo del Lago Owens. Lo stesso fiume Owens nasce a un'altezza di 2 222 m. Poche persone abitano le sparse e aperte praterie e i ripidi pendii montuosi del bacino idrografico; nel 2009 la popolazione della contea di Mono era di circa 12 927 persone, mentre la contea di Inyo aveva circa 17 293 abitanti. La maggiore città lungo il fiume è Bishop, con una popolazione appena sotto i 4 000 abitanti. Altre cittadine di un certo rilievo includono Lone Pine (popolazione 2 035), Big Pine (popolazione 1 707) e Independence (popolazione 669).

## Geologia
Il fiume Owens scorre attraverso parte della Provincia di Basin and Range del Gran Bacino nordamericano. La Valle di Owens è un graben o fossa tettonica, una sezione di terra che è sprofondata tra due faglie parallele, mentre la terra sui due lati si è sollevata. Questo ha prodotto come risultato il fondo piatto e le ripide, torreggianti pareti dell'attuale valle. Con la Sierra Nevada sul lato occidentale e le Inyo Mountains e le White Mountains a est, con le vette più alte di entrambe le catene che arrivano a 4 300 m e il fondo della valle relativamente basso fra 900 e 1 220 m, il fiume Owens scorre in una delle valli più profonde degli Stati Uniti.
Più a nord, il bacino del fiume Owens comprende prevalentemente rocce ignee e vasti residui della passata attività vulcanica. I 30 km superiori del fiume scorrono attraverso la Caldera della Long Valley, un'enorme cratere largo 32 km formato da un'eruzione vulcanica circa 760.000 anni fa. La nuvola di cenere risultante dall'eruzione coprì gran parte degli Stati Uniti sudoccidentali, incluse parti di dieci stati statunitensi. Anche la Mammoth Mountain a sudovest (più nota popolarmente come importante stazione sciistica) si formò dalle eruzioni legate alla Caldera della Long Valley. A nord della Caldera, estendendosi fino all'area del Lago Mono, si trova la catena dei Crateri Mono-Inyo, che variano come età da 400.000 a 500 anni.
Durante il Pleistocene alla fine dell'ultimo periodo glaciale, lo scioglimento dei ghiacciai nella Sierra Nevada e nelle Inyo/White Mountains alimentò prodigiose quantità di ruscellamento nel fiume Owens, facendolo espandere fino a molte volte la sua attuale dimensione. L'accresciuto volume del fiume fece innalzare pure il Lago Owens, riversandosi alla fine dal lato sud della valle nel Deserto del Mojave. Canali fluviali antichi, ormai abbandonati suggeriscono che il fiume Owens esteso scorresse a sud verso il Lago China, poi ad est nel Lago Searles, a nord nella Valle di Panamint (dove formava il Lago Panamint) e infine ad est nella Valle della Morte e nell'antico Lago Manly. Questo grande mare interno era alimentato anche dal fiume Mojave da sud, dal fiume Amargosa da est e dal dilavamento della Valle della Morte da nord. Durante questo periodo relativamente breve, il fiume Owens divenne parte di un vasto sistema idrografico interno che si allungava da est a ovest coprendo oltre 21 000 km². Durante il picco del ruscellamento, l'acqua di questo massiccio bacino potrebbe perfino essere sfuggita nel fiume Colorado attraverso una valle che conduceva a sudest.

## Storia

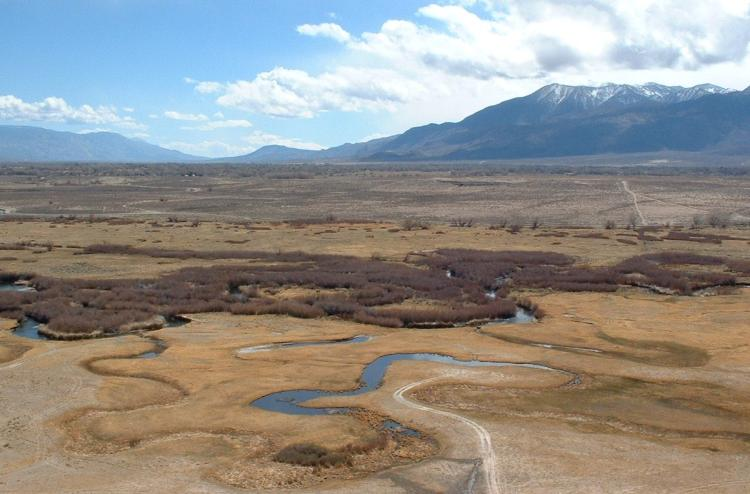
La semiarida Valle di Owens, con in primo piano il fiume Owens

Per migliaia di anni la valle del fiume Owens fu abitata dalle tribù seminomadi paiute settentrionali e shoshoni dei Nativi americani. Il nome indigeno del fiume era Wakopee, mentre i Nativi chiamavano il Lago Owens Pacheta. Nell'alta Valle di Owens si trovano tracce di alcuni dei primi sistemi di irrigazione della California, creati dai gruppi paiute per irrigare piccoli appezzamenti di colture. Si crede che i Nativi nella porzione superiore della valle costruissero un tempo dighe sul fiume Owens (e probabilmente su uno dei suoi principali affluenti, Bishop Creek) per deviare l'acqua nei canali locali. Il passaggio da uno stile di vita di cacciatori-raccoglitori a uno stanziale, agricolo è probabilmente il risultato del clima della Valle di Owens che divenne più arido circa 1.000 anni fa.
Tipicamente, i Nativi americani costruivano dighe sul fiume o altri torrenti tributari in primavera con materiali come massi, terra, canne, erba o altri elementi. Il corso d'acqua sotto la diga si sarebbe disseccato e l'acqua sarebbe stata guidata dal canale verso il lotto di terra irrigato, normalmente non più di pochi chilometri quadrati. Immediatamente dopo che la diga si era chiusa e il fiume prosciugato, i pesci intrappolati sul letto del fiume asciutto sarebbero stati poi raccolti e mangiati. Prima che le tempeste invernali causassero piene, la diga si sarebbe rotta, permettendo al fiume di scorrere di nuovo naturalmente, mentre i pesci sarebbero stati recuperati nel canale del fiume prosciugato. Per allora, ci sarebbe stato abbastanza cibo immagazzinato per superare l'inverno in cui la terra coltivabile sarebbe stata a riposo.
Nel XIX secolo, il fiume Owens fu visto per la prima volta dagli esploratori americani. Uno dei primi esploratori fu John C. Fremont, che guidò una spedizione cartografica nella Valle di Owens nel 1845. La sua squadra includeva Kit Carson, Edward Kern e Richard Owens, dal quale ultimo prendono il nome il fiume, il lago e la valle. Altri famosi avventurieri comprendevano Jedediah Smith e Joseph R. Walker, che vennero anch'essi nel'area negli anni 1800. Gradualmente, i dintorni del fiume furono popolati da agricoltori e proprietari di ranch. La valle non accumulò mai una grandissima popolazione, ma le attività minerarie portarono un significativo reddito ai nuovi abitanti dell'area. Il minerale era spedito lungo il fiume Owens dal nord, come pure il borace e l'argento proveniente dalla Valle della Morte a est. Fino al 1924, il Lago Owens era ancora così grande che un traghetto a vapore faceva servizio tra le sue sponde est e ovest, trasportando merci e passeggeri da una parte all'altra in tre ore, molto dei tre giorni richiesti per semicircumnavigare il lago. Nel 1872, il terremoto di Lone Pine uccise 27 persone nella Valle di Owens, per la maggior parte a Lone Pine.

## Ecologia
Il Los Angeles Department of Water and Power (LADWP) ha recentemente deciso di intrappolare il castoro (Castor canadensis) fuori della Valle di Owens, sostenendo che i castori stanno costruendo dighe sui suoi canali che deviano l'acqua a Los Angeles. Questa decisione va contro una valutazione indipendente commissionata dal LADWP e dall'Inyo County Water Department nel 1997, dove si era raccomandato che i castori fossero mantenuti in popolazioni di dimensioni ragionevoli e che le loro dighe fossero lasciate sul posto perché "sebbene l'attività dei castori abbia prodotto come risultato la rimozione di molti salici e altri arbusti e vegetazione legnosa e le dighe creino condizioni favorevoli ai tule e riducano l'habitat per la deposizione delle uova di pesci, essi forniscono anche importanti habitat per l'allevamento dei pesci, prati mesici e promuovono la crescita di altre specie riparie. È molto probabile che la rimozione fisica delle dighe dei castori dia come risultato più impatti ambientali avversi che benefici ambientali."
I castori furono reintrodotti nella Valle di Owens dal Dipartimento della fauna ittica e animale della California nel 1948 a Baker Creek, e da allora si somo diffusi attraverso la Valle. Sebbene sia controverso che i castori fossero un tempo originari della Valle di Owens, ci sono prove crescenti che fossero originari del pendio orientale della Sierra Nevada. In particolare, i Paiute settentrionali del Lago Walker, del Lago Honey e del Lago Pyramid hanno una parola specifica per castoro: su-i'-tu-ti-kut'-teh. Quando Stephen Powers visitò i Paiute settentrionali per raccogliere materiali indiani per lo Smithsonian Institution in preparazione dell'Esposizione centennale del 1876, riferì che i Paiute settentrionali si avvolgevano i capelli in strisce di pelle di castoro, facevano medicine con parti del castoro e la loro leggenda della creazione includeva il castoro. In aggiunta, il cacciatore di pellicce Stephen Hall Meek "mise le sue trappole sul fiume Truckee nel 1833", il che suggerisce fortemente che egli abbia visto castori o tracce di castori. A sostegno di questa serie di prove, Tappe registrò nel 1941 un testimone oculare che disse che i castori erano abbondanti sulla parte superiore del fiume Carson e dei suoi affluenti nella contea di Alpine fino al 1892, quando caddero vittime di una pesante caccia mediante trappole.

### Controversie sui diritti di utilizzazione dell'acqua
L'acquisizione dei diritti di utilizzazione dell'acqua per l'acquedotto di Los Angeles sotto la direzione di William Mulholland fu estremamente controversa e condusse ad atti di violenza e di 
sabotaggio da parte di residenti locali negli anni 1920. La deviazione dell'acqua e il successivo dessiccamento del Lago Owens rimangono oggetto di aspri dibattiti, e il ripristino del lago è da tempo un obiettivo della comunità ambientalista della California. Il fiume Owens inferiore e il Lago Owens furono lasciati a secco dalle deviazioni del 1913, fino a quando le azioni legali costrinsero il LADWP a cominciare a liberare acqua nel corso inferiore lungo 100 km 62 del fiume Owens nel dicembre 2006. In meno di un anno, il fiume Owens inferiore stava pullulando di pesci, uccelli e altra fauna.